# Чиндат (приток Чети)
Чиндат — река в Красноярском крае России. Устье реки находится в 277 км от устья по правому берегу реки Четь.
Длина реки — 97 км, площадь бассейна — 817 км². Протекает на юге Чулымской равнины.

## Притоки
- Гурьянов (лв)
- Артемов (пр)
- Лопанов (лв)
- Гнилой (пр)
- Кривой (лв)
- Ольховый (пр)
- Михайлов (пр)
- Ямный (пр)
- Черемуховый (лв)
- Средний (лв)
- Чандат (лв)

## Данные водного реестра
По данным государственного водного реестра России относится к Верхнеобскому бассейновому округу, водохозяйственный участок реки — Чулым от г. Ачинск до водомерного поста села Зырянское, речной подбассейн реки — Чулым. Речной бассейн реки — (Верхняя) Обь до впадения Иртыша.
Код водного объекта — 13010400212115200019689.